# Colorado City (Nevada)
Colorado City é agora uma cidade fantasma, no Condado de Clark, Nevada, localizado abaixo do Rio Mohave na boca do Canyon El Dorado.

## História
Colorado City foi um acampamento de mineração no Distrito de Mineração do Colorado (Território do Novo México) e um desembarque de barcos a vapor na foz do Desfiladeiro El Dorado no Rio Colorado, para remessas via barcos a vapor do Rio Colorado. :33,35 Fundada em 1861, a cidade de Colorado localizou-se inicialmente no Território do Novo México, até 1863, quando se tornou parte do Condado de Mohave no Território do Arizona. Em 1867, tornou-se parte do condado de Lincoln, no estado de Nevada.
Em 1866, a cidade de Colorado tornou-se o local de duas fábricas de carimbos, localizadas ali para facilitar o fornecimento de madeira para operar seu mecanismo movido a vapor. Um deles foi o antigo Colorado Mill que derrubou o cânion de El Dorado City, e foi reformado. O outro era o novo New Era Mill.